# Sonja Stiegelbauer
Sonja Stiegelbauer (nascida Moser a 23 de setembro de 1946) é uma política austríaca e membro do Partido Popular Austríaco (ÖVP).

## Biografia
Moser nasceu em Innsbruck em 1946. Antes de se tornar política, ela lecionou numa Volksschule. Estudou pré-história, história e filosofia na Universidade de Innsbruck, concluindo o doutoramento em 1994.
Ela tornou-se parte do quarto governo do chanceler Franz Vranitzky em novembro de 1994 como Ministra Federal da Juventude e da Família. Ela foi eleita para o Conselho Nacional nas eleições legislativas austríacas de 1995, e o seu cargo no governo foi assumido por Martin Bartenstein. Ela não permaneceu no Conselho Nacional após as eleições de 1999. Um erro administrativo cometido quando Stiegelbauer votou na eleição de 1995 causou uma disputa; os cidadãos de duas aldeias tiveram de voltar às urnas, o que levou o ÖVP a perder um assento para o FPÖ.
Em 1999 recebeu a grande condecoração de honra em ouro com estrela pelos serviços prestados à República da Áustria. Em 2000, liderou uma missão do Conselho da Europa à Bósnia e Herzegovina.